# Peter Goss
Pour les articles homonymes, voir Goss.
Peter Goss, né à Johannesburg le 30 janvier 1946, est un danseur, professeur et chorégraphe de danse contemporaine français d'origine sud-africaine.

## Biographie
En opposition avec l'apartheid qui règne dans son pays, il quitte l'Afrique du Sud à l'âge de 27 ans et se rend à Londres pour y étudier l'anthropologie et la danse. Il y commence une formation de danse, qu'il poursuit ensuite aux États-Unis.
Arrivé en France en 1969, il y crée sa propre compagnie et ouvre en 1981 une école réputée à Paris, qui jouxte le New Morning. Il est notamment le professeur de danse des acteurs de Patrice Chereau au Théâtre des Amandiers à Nanterre en 1984. De 1986 à 1992, sa compagnie est en résidence au Théâtre Paul-Éluard de Choisy-le-Roi. Depuis 1990, il est professeur de danse contemporaine au Conservatoire national supérieur de musique et de danse de Paris. En 1993, il met un terme à ses activités de chorégraphe pour se consacrer à la formation des danseurs, notamment à micadanses à Paris.

## Chorégraphies
- 1973 : People créé à la Salle Pleyel.
- 1974 : Sanctus
- 1976 : Entre l’air et l’eau créé au Théâtre des Champs-Élysées.
- 1978 : Sable mouvant créé au Théâtre des Champs-Élysées.
- 1979 :  A Transformation Mystery au Théâtre de la Bastille.
- 1980 : Quatuor et Side by Side au Théâtre Mogador.
- 1981 : Marécage
- 1982 : Below and Above créé au Théâtre des Bouffes du Nord.
- 1983 : L’Aube portée par les ailes du vent
- 1984 : Ties pour le Théâtre des Amandiers.
- 1985 : Seajoy et Gamos dans le cadre du Festival d'automne à Paris au Centre Georges Pompidou.
- 1986 : Aller-retour, Y, et Coccoon. Théâtre Paul Eluard de Choisy-le-Roi
- 1987 : Steellight. Théâtre Paul Eluard de Choisy-le-Roi
- 1988 : Le Pouvoir du silence. Théâtre Paul Eluard de Choisy-le-Roi
- 1989 : Circumanbulatoire. Théâtre Paul Eluard de Choisy-le-Roi
- 1990 : Le Poids des anges.Théâtre Paul Eluard de Choisy-le-Roi
- 1991 : Arbre de pluie. Théâtre Paul Eluard de Choisy-le-Roi
- 1992 : The Other Side au Conservatoire national supérieur de musique et de danse de Paris.